# Oleška
Oleška är en ort i Tjeckien.   Den ligger i regionen Mellersta Böhmen, i den centrala delen av landet, 40 km öster om huvudstaden Prag. Oleška ligger 372 meter över havet och antalet invånare är 841.
Terrängen runt Oleška är lite kuperad. Runt Oleška är det ganska glesbefolkat, med 27 invånare per kvadratkilometer. Närmaste större samhälle är Říčany, 18,9 km väster om Oleška. Trakten runt Oleška består till största delen av jordbruksmark.